# الدینا کاتیگ
الدینا کاتیگ (به انگلیسی: Adina Kottige) در هند است که در کارناتاکا واقع شده‌است.